# Першино (Шелковская волость)
Першино — деревня в Великолукском районе Псковской области России. Входит в состав Шелковской волости.

## География
Расположена на востоке волости, в 9 км к востоку от границы райцентра Великие Луки, к юго-востоку от волостного центра Шелково.

## Население
| 2001 | 2002 | 2010 |
| ---- | ---- | ---- |
| 294  | ↘255 | ↘234 |

Численность населения деревни по оценке на начало 2001 года составляла 294 жителя.